# Bundesautobahn 17
Pour les articles homonymes, voir A17.
L'autoroute allemande 17 (Bundesautobahn 17 en allemand et BAB 17 en abrégé) est une autoroute située en Allemagne, qui relie Dresde à la frontière germano-tchèque.